# Lagercrona
Lagercrona är namnet på två utslocknade svenska adelsätter. En adlig och en friherrlig, stamfadern till den adliga var far till den friherrliga ättens stamfader. Stamfadern till den adliga Johannes Munkthelius adlades den 2 januari 1653. Ätten utgick på svärdssidan när den sist levande manliga medlem Anders Lagercrona upphöjdes i friherrlig värdighet den 3 juli 1705, och den friherrliga ätten skapades. 

## Historik
Stamfadern Johannes Munkthelius far hette Mathias Hansson, löjtnant vid Upplands och Västmanlands regemente bodde på Dåvön i 48 år, begraven i Munktorps kyrka. Sonen Johannes Munkthelius född 15 januari 1618 i Stockholm, började studera i Åbo 1643, stipendiat 1644, filosofie magister den 18 juli 1645. Lämnade Åbo 1646, reste utomlands till Leiden började studera där den 29 juni 1647 han blev promov.med. doktor där 1649. Han blev 1650 livsmedikus för prins Carl Gustaf (sedermera kung Carl X Gustaf) och 1652 för regerande drottning Christina. Gift den 14 augusti 1652 i Nikolai församling i Stockholm med Margareta Utterklou.
Adlades den 2 januari 1653 av regerande drottning Christina (introducerad 1654 under nr 577). Extra ordinarie assessor i Svea hovrätt 20 november 1654, häradshövding i Finspångs län samt Bråbo och Memmings härader i Östergötland den 3 juni 1658. Tillika assessor i reduktionskollegium 27 augusti 1661, tillika häradshövding i Norunda härad i Uppland och Tuhundra härad i Västmanland den 26 mars 1667. 
Johannes (Munkthelius) Lagercrona avled den 25 april 1674 i Stockholm och begravdes i Munktorps kyrka, varest han nedsattes först 1696 och hans vapen upphängdes. Han fick sex barn varav fem uppnådde vuxen ålder, ätten utgick 1705 då hans son Anders Lagercrona upphöjdes till friherrlig värdighet den 3 juli 1705 av konung Carl XII. 

## Friherrliga ätten Lagercrona
Den 3 juli 1705 (introducerad 1719 under nr 113) upphöjdes adelsmannen Anders Lagercrona till friherrlig värdighet, vilket även medförde att ätten utslocknade på svärdssidan.

Stamfadern Anders Lagercrona ägde herrgårdarna Dåvö i Munktorps socken i Västmanland samt Kållerstad i S:t Lars socken i Östergötland. Gift med Margaretha Gyllenadler. Fänrik vid Västerbottens regemente 1675, löjtnant Västerbottens regemente den 10 augusti 1675, kaptenlöjtnant 1676, regementskvartermästare den 23 augusti 1678, hovjunkare 1679, major vid Västerbottens regemente 1694, överstelöjtnant vid Västerbottens regemente 1696. Generaladjutant den 27 september 1700, överste för Västerbottens regemente den 14 oktober 1702 generalmajor av infanteriet den 24 februari 1704.  
Den 3 juli 1705 upphöjdes Anders Lagercrona till friherre (introducerad 1719 under nr 113). Lagercrona deltog som generaladjutant 1702 i slaget vid Klissow och utnämndes samma år till överste för Västerbottens regemente, med vilket han deltog i belägringen av Thorn 1703. År 1704 utnämndes han till generalmajor, och 1705 förlänades han friherrevärdighet. Efter ett misslyckat försök att erövra staden Starodub började hans stjärna dala, han var även i slaget vid Poltava 1709 tog sig därefter tillsammans med den svenska armén till Bender, där förlorade han kungens anseende. Han åtalades sedan för att ha försnillat pengar ur Västerbottens regementes kassa.
Anders Lagercrona var från 1710 ägare av Laxå Bruk. Han fick resa hem från Bender den 11 januari 1711, och lämnade samma år det militära. Han fick den 16 juni 1703 kungligt tillstånd att tillbyta sig den reducerade fäderneegendomen Dåvö emot vederlag. Han avled den 7 januari 1739 i Stockholm. 
Anders Adolph Lagercrona var den sista medlemmen av ätten och var blind och dog ogift den 6 mars 1760, då ätten utgick på svärdssidan.